# South Coast Plaza
Das South Coast Plaza ist ein großes Einkaufszentrum in Costa Mesa im US-Bundesstaat Kalifornien. Auf dem Gelände befinden sich Vertretungen mehrerer Kaufhausketten und zahlreiche Einzelhandelsgeschäfte. Der auf noble Marken spezialisierte Komplex strahlt weit über das Orange County hinaus eine hohe Anziehungskraft aus.
Derzeit nimmt das South Coast Plaza den zweiten Platz auf der Rangliste der größten Einkaufspassagen in den USA ein. Das Einkaufszentrum zählt jährlich etwa 24 Millionen Besucher. Von den annähernd 518.000 Quadratmetern Gesamtfläche sind etwa 270.000 Quadratmeter Verkaufsfläche, die sich momentan 293 Geschäfte teilen. Der Mietpreis betrug im Jahr 2006 rund 1.000 US-Dollar pro Quadratfuß. Der Umsatz beträgt insgesamt zirka 1,5 Milliarden US-Dollar im Jahr.

## Lage und Anfahrt
Das South Coast Plaza liegt im Herzen von Costa Mesa. In unmittelbarer Nachbarschaft stehen mit dem Orange County Performing Arts Center (OCPAC) und dem South Coast Repertory (SCR) die kulturellen Aushängeschilder der Region. Die beiden Großstädte Los Angeles und San Diego sind von hier aus in jeweils einer knappen Autostunde zu erreichen. Die mondäne Küstenstadt Newport Beach liegt nur wenige Minuten südlich am Pazifischen Ozean.
In verkehrsgünstiger Entfernung befindet sich ein Autobahnkreuz, an dem die Interstate 405 und die California State Route 55 aufeinandertreffen. Das nördliche Ende der California State Route 73 liegt ebenfalls unweit des Einkaufszentrums. Um die einzelnen Gebäudeteile herum steht eine Fülle von Parkplätzen zur Verfügung.
Die Orange County Transportation Authority (OCTA) unterhält zehn Buslinien, die am South Coast Plaza halten. Zwischen dem nahen Disneyland Resort und zu den umliegenden Hotels verkehrt zusätzlich ein Pendelbus.

## Geschichte

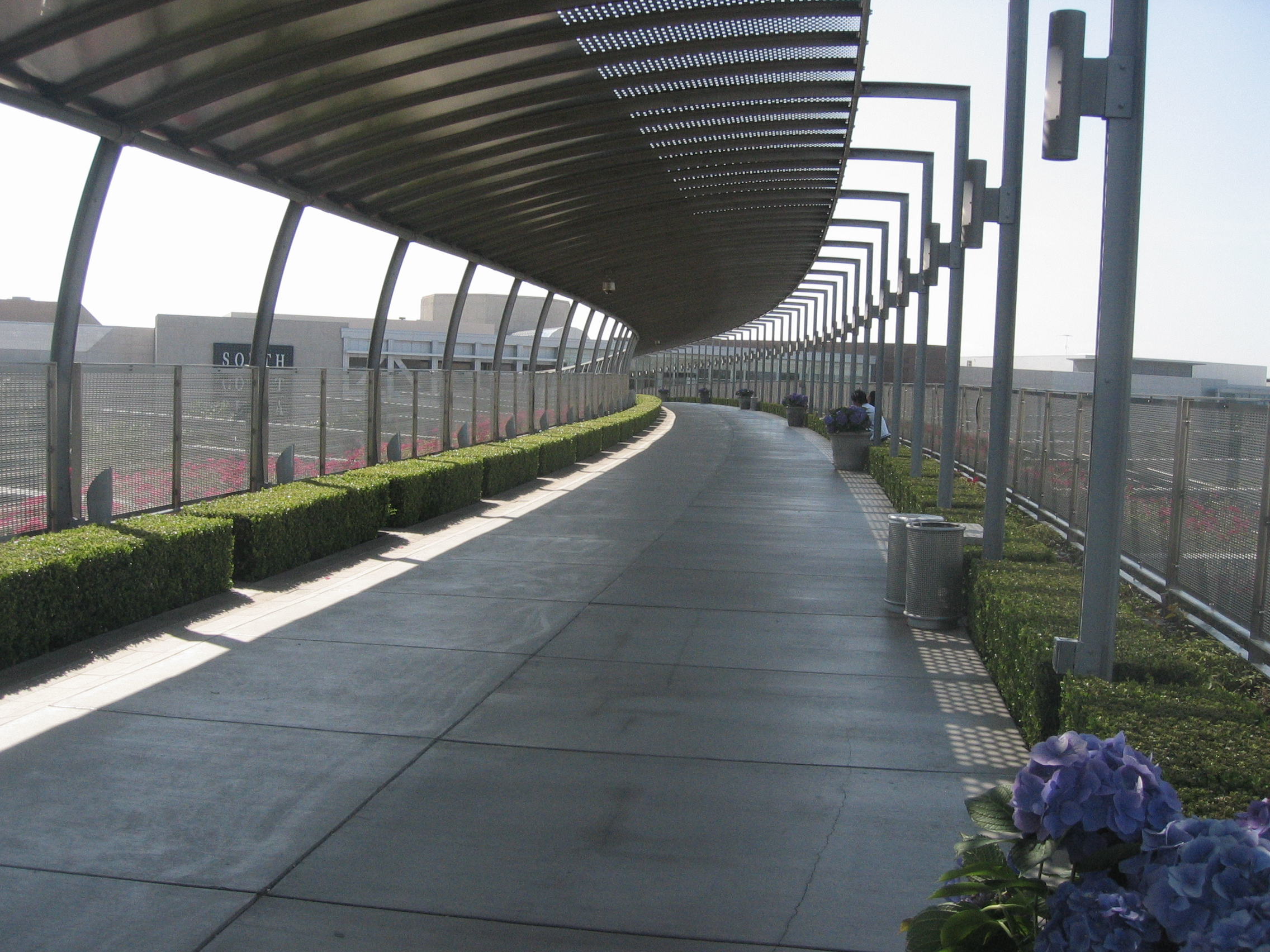
Fußgängerbrücke

Im März 1967 eröffnete Harold T. Segerstrom  zusammen mit seinem Cousin Henry T. Segerstrom ein Einkaufszentrum auf einem ehemaligen Limabohnenfeld der Familie. Der Architekt des ursprünglichen Gebäudes war Victor Gruen. Durch geschicktes Management expandierte das South Coast Plaza rapide. Namhafte Kaufhausketten wie Nordstrom oder Bullock’s erhielten in den Jahren 1973 bis 1979 separate Anbauten an den bereits vorhandenen Komplex.

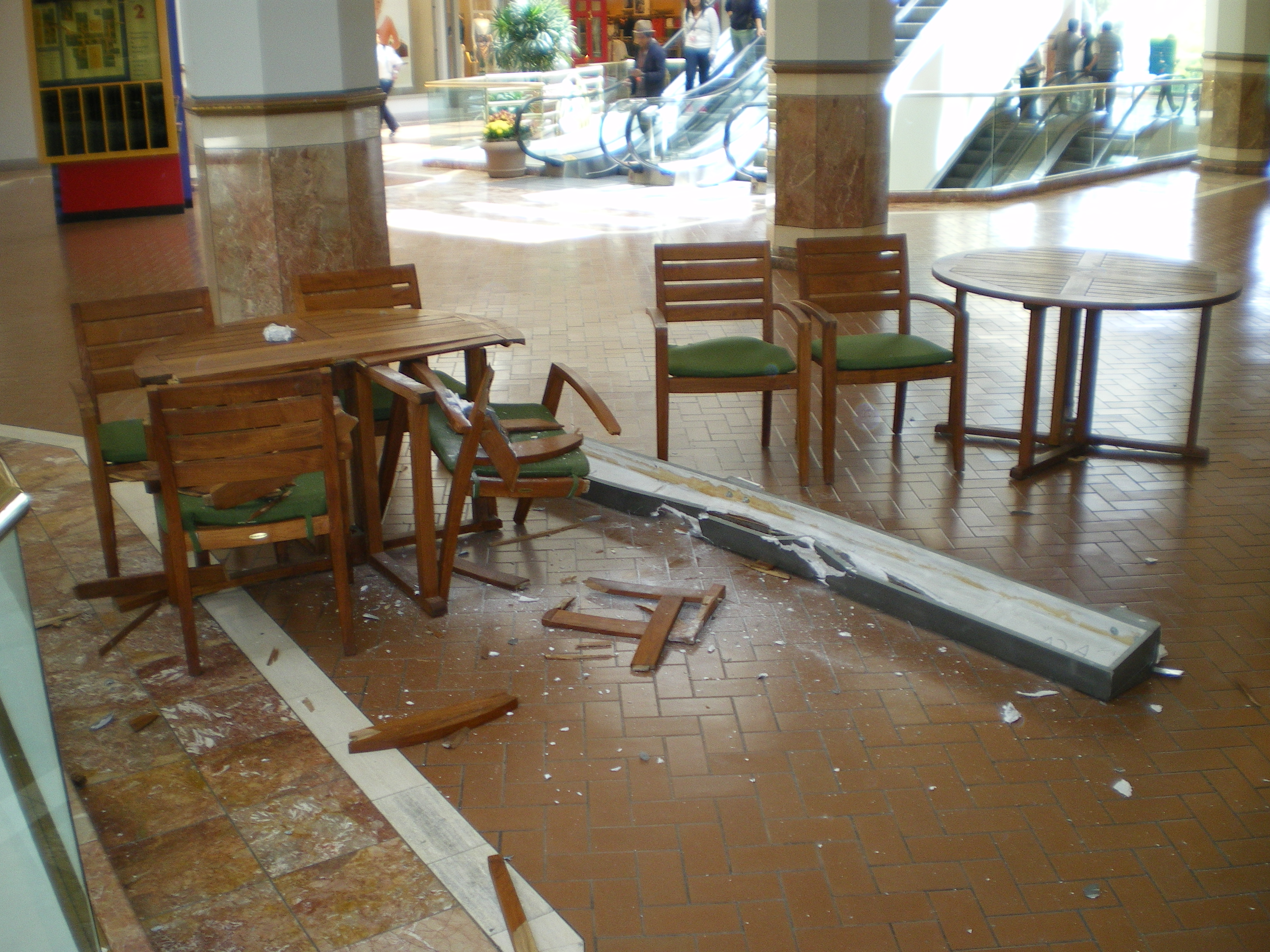
Erdbebenschäden im Jahr 2008

Dank stetig steigender Besucherzahlen begann man ab 1988 wiederum mit dem Bau großzügiger Erweiterungen. So wurden neben vielen neuen Läden auch neue Flaniermeilen geschaffen. Mehrere Geschäfte wechselten vom nahegelegenen Einkaufszentrum Fashion Island in Newport Beach in den erfolgreichen South Coast Plaza. Eine weitere großangelegte Renovierung des Einkaufszentrums fand im Jahre 2000 statt, bei der man etwa 100 Millionen US-Dollar investierte. Zu den Umbaumaßnahmen zählte unter anderem die Errichtung einer 180 Meter langen Fußgängerbrücke zu einem der Nebengebäude. Zudem wurde die Aufteilung der einzelnen Läden optimiert. So finden sich heute beispielsweise Geschäfte mit ähnlichem Produktsortiment konzentriert an dafür vorgesehenen Stellen. Das erleichterte den Überblick in dem mittlerweile sehr weitläufigen South Coast Plaza erheblich.
Am 29. Juli 2008 wurde in der Nähe von Chino Hills ein Erdbeben der Stärke 5,4 registriert. Das Epizentrum lag knapp 30 Meilen (48 km) nördlich von Costa Mesa entfernt. Die Erschütterungen des Bebens sorgten jedoch nur für kleinere Schäden an der Einrichtung.
Das South Coast Plaza ist bis heute in Privatbesitz der Familie Segerstrom und somit eine der wenigen großen Einkaufszentren, welche nicht einem Real-Estate-Investment-Trust angehören. Die Familie Segerstrom unterstützt mit den Geschäftserlösen auch maßgeblich die Kultur im Orange County. Hierzu zählt unter anderem die großzügige Beteiligung am Bau des Orange County Performing Arts Center (OCPAC) in Costa Mesa.

## Architektur
Markante Architekturelemente waren immer ein Bestandteil des South Coast Plaza. Fast alle Bauwerke auf dem Gelände des Einkaufszentrums sind beeindruckende Beispiele der Moderne in der Architektur. Für die Gestaltung des ursprünglichen Gebäudes aus dem Jahre 1967 zeichnete Victor Gruen verantwortlich. Die Erweiterungsbauten wurden von ebenso renommierten Architekten entworfen. Dazu gehörten unter anderem auch William Blurock und Welton Becket. Für den Entwurf der im Jahre 2000 hinzugefügten Fußgängerbrücke engagierte man die Landschaftsarchitektin Kathryn Gustafson.

## Das South Coast Plaza in Kunst und Medien
Das Einkaufszentrum hat sich im Laufe der Zeit als eine feste Größe in Südkalifornien etabliert. Das South Coast Plaza tauchte daher auch schon in einigen Film- und Fernsehproduktionen auf, darunter auch:
- O.C., California (2003–07), die in Newport Beach spielende Fernsehserie  bindet stets Attraktionen oder Bauwerke der Region ein. In der fiktiven Serie wird des Öfteren das South Coast Plaza erwähnt, wo die Figuren auch mehrmals einkaufen.[6] Die eingeblendeten Luftbilder wiederum zeigen das benachbarte Fashion Island. Die Dreharbeiten fanden jedoch stets in Manhattan Beach statt.

Erwähnt wird das South Coast Plaza auch in weiteren Fernsehserien, die in der Region spielen:
- Beverly Hills, 90210 (1990–2000)
- Clueless – Die Chaos-Clique (1996–1999)
- Newport Harbor: The Real Orange County (2007–08)

Auch in der Realität ist das South Coast Plaza ein Anziehungspunkt für viele Prominente und Schauspieler.